# Vuosi vaihtuu
Vuosi vaihtuu (in finlandese "L'anno cambia") è il terzo singolo estratto dal quinto album di studio, Sonmoro senjoro, del duo finlandese Lord Est. Il brano, che prevede la partecipazione del rapper Mikael Gabriel, è entrato nella classifica dei singoli più venduti verso la fine del 2011, raggiungendo la vetta ad inizio 2012 e vi rimase per cinque settimane.

## Tracce
1. Vuosi vaihtuu – 3:15 – feat. Mikael Gabriel

## Classifica
| Classifica                            | Massima posizione |
| ------------------------------------- | ----------------- |
| Suomen virallinen lista - Singlelista | 1                 |
| Suomen virallinen lista - Latauslista | 1                 |